# Марк Ацилий Глабрион (консул 256 г.)
Вижте пояснителната страница за други личности с името Марк Ацилий Глабрион.
Марк Ацилий Глабрион (на латински: Marcus Acilius Glabrio) е политик и сенатор на Римската империя през 3 век.
През 256 г. той е консул заедно с Луций Валерий Максим.